# 이도은
이도은(1977년 5월 4일 ~ )는 대한민국의 배우이며, 2011년까지 개명 전 이름은 이잎새였다.

## 학력
- 세종초등학교
- 구의중학교
- 선화예술고등학교
- 동국대학교 예술대학 연극영화학과

## 연기 활동

### 드라마
- 1988년 MBC 수목드라마 《인현왕후》... 세자빈 심씨 역
- 1989년 MBC 수목드라마 《한중록》... 효의왕후 역
- 1989년 MBC 어린이드라마 《스타 탄생》
- 1990년 MBC 대하드라마 《대원군》...
- 1999년 MBC 월화드라마 《허준》 ... 의녀 온지 역
- 2000년 MBC 일일시트콤 《논스톱》
- 2000년 MBC 청춘시트콤 《뉴 논스톱》 ... 이잎새 역
- 2003년 MBC 월화드라마 《대장금》 ... 윤영로 역
- 2007-2008년 MBC 월화드라마 《이산》 ... 의빈 성씨 상궁 양초비 역
- 2016년 MBC 주말 특별기획 《옥중화》 ... 오종금 역

### 영화
- 2015년 《쓰리 썸머 나잇》 ... 유선 역